# カート＝リー・アレンゼ
カート＝リー・アレンゼ（Kurt-Lee Arendse、1996年6月17日 - ）は、南アフリカ共和国のパール出身のラグビーユニオン選手。ブルズおよびブルー・ブルズに所属している。

## 略歴
2014年、南アフリカラグビー協会（SARU）U18セブンズに出場。
2015年のU19州選手権ではウェスタン・プロヴィンスU19、2016年のU20州選手権ではボーランド・カヴァリアーズU20、2017年のU21州選手権ではウェスタン・プロヴィンスU21でプレーした。
2018年12月、南アフリカラグビーセブンズアカデミーに参加。モナコスーパーセブンズ2020でセブンズ南アフリカ共和国代表として出場した。
2020年、新型コロナウイルス感染症の世界的流行によりトーナメントが中止になる中、ブルズおよびブルー・ブルズに加入。スーパーラグビー・アンロックト2020に出場、2020-21年カリーカップに出場し、ともにチームは優勝した。
2021年、東京五輪の7人制南アフリカ代表に選ばれた。
2022年・2023年・2024年とも、ザ・ラグビーチャンピオンシップに南アフリカ共和国代表として出場。2023年大会では最多トライ選手となり、2024年大会では優勝した。
2022-23および2023-24のユナイテッド・ラグビー・チャンピオンシップエリートXVチームに選出された。
ワールドカップ2023に南アフリカ共和国代表で出場し、優勝した。
南半球のオフシーズンとなる「北半球2024-25シーズン」には、サバティカル（長期休暇）を利用してジャパンラグビーリーグワンの三菱重工相模原ダイナボアーズに加入。ブルズおよびブルー・ブルズとの契約は2026年まである。
2024年12月22日に行われたJAPAN RUGBY LEAGUE ONE第1節カンファレンスA浦安D-Rocks戦にて先発出場でリーグワン公式戦初出場を果たした。サバティカル期間終了にともない、2025年5月に三菱重工相模原ダイナボアーズを退団。11試合に出場し、7トライをあげた。